# Pohlavní hormon

Testosteron je klasický pohlavní hormon

Pohlavní hormony je označení pro některé hormony steroidní povahy, zodpovědné za vznik některých primárních či sekundárních pohlavních znaků. Receptory pro pohlavní hormony na cílových buňkách jsou především v cytoplazmě (steroidy totiž volně difundují skrze cytoplazmatickou membránu) a po navázání hormonu se mohou vázat na jadernou DNA a ovlivňovat tak transkripci příslušných genů (vlastní mechanismus účinku).
Lidské pohlavní hormony jsou zodpovědné za správný vývoj a funkci pohlavních orgánů, vývoj specifických sekundárních pohlavních znaků a sexuální chování a cítění.

## Zástupci
Mezi mužské pohlavní hormony patří:
- testosteron

Mezi ženské pohlavní hormony patří:
- progesteron
- estrogeny – třemi hlavními druhy jsou: estradiol, estriol a estron